# توفيق أبو نعيم
توفيق عبد الله سليمان أبو نعيم (55 عاماً) هو مدير عام قوى الأمن الداخلي في غزة منذ ديسمبر 2015.
وهو أحد قادة الأسرى المحررين من سجون الاحتلال، وأمضى فيها 22 عاماً، وتحرر ضمن صفقة وفاء الأحرار التي أبرمتها حركة حماس عام 2011. وحصل أبو نعيم بعد خروجه من السجن على درجة الماجستير في العقيدة الإسلامية.

## في سجون الاحتلال
اعتقل أبو نعيم في 14 مايو عام 1989، وحكم عليه الاحتلال بالسجن المؤبد مدى الحياة، وكان يعد أحد عمداء الحركة الأسيرة، وأحد قيادات السجون الناشطين، وعمل ممثلاً للعديد من السجون سنوات طويلة، وهو أحد أفراد المجموعة التي ينتمي إليها الأسير المحرر يحيى السنوار والأسير روحي مشتهى.

## محاولة اغتياله
تعرض لمحاولة اغتيال فاشلة ظهر يوم الجمعة الموافق 27 أكتوبر 2017، إثر تعرض سيارته للتفجير حين همّ بفتح بابها بعد خروجه من صلاة الجمعة في مسجد الإحسان بجوار جسر وادي غزة من جهة مدينة الزهراء بمخيم النصيرات وسط مدينة غزة، أدت لإصابته بجراح متوسطة.

## وصلات خارجية
- تعرف على اللواء توفيق أبو نعيم المستهدف بتفجير غزة - المركز الفلسطيني للإعلام